# Тост (элемент интерфейса)

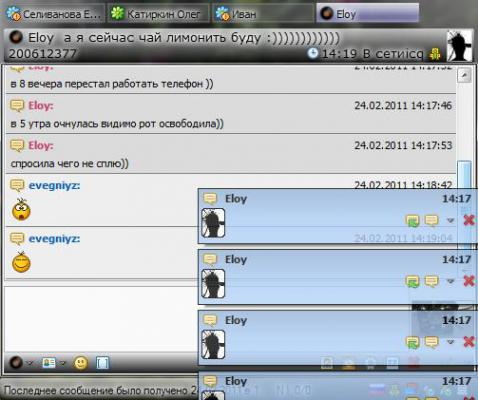
Отображение всплывающих уведомлений (тостов) в Miranda IM

Тост (англ. toast) — в разработке программного обеспечения, тост — это маленькое информационное окно, которое присутствует в некоторых видах программного обеспечения, особенно в клиентах обмена мгновенными сообщениями, таких, как AOL Instant Messenger, Windows Live Messenger, XFire и Trillian. Тосты уведомляют пользователей о различного рода событиях, к примеру, о получении новых сообщений или писем, изменениях в статусе друзей или главных новостях на сайте.
Как правило, тосты плавно поднимаются в нижнем правом углу экрана, возле системного трея, как гренки из тостера — отсюда название.